# Anna-Lisa Ryding

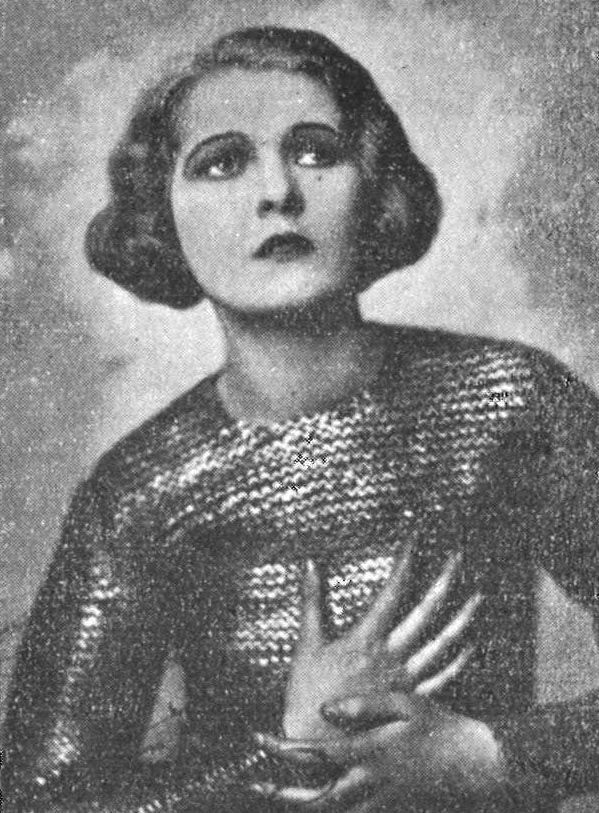
Anna-Lisa Ryding i titelrollen i George Bernard Shaws pjäs Sankta Johanna på Helsingborgs stadsteater 1926.

Margot Anna Elisabeth "Anna-Lisa" Ryding, född den 9 april 1903 i Tranås, död den 10 oktober 1982 i Saltsjöbaden, var en svensk skådespelare och sångerska. Hon var dotter till skådespelarna Allan och Margot Ryding samt systerdotter till skådespelaren Artur Rolén. 

## Biografi
Ryding började spela teater som femåring i sin fars teatersällskap. Hon studerade sedan teater i Tyskland där hon också filmdebuterade. Åren 1926 till 1927 var hon engagerad vid Helsingborgs stadsteater. I filmen Med dej i mina armar dubbade hon Karin Ekelund i filmens titelmelodi.
Ryding var gift andra gången, från 1932, med skådespelaren Gösta Cederlund. De är gravsatta i Högalids kolumbarium i Stockholm.

## Filmografi
- 1926 – Flickorna Gyurkovics
- 1927 – Bara en danserska
- 1933 – Tvätta rätt - tvätta lätt
- 1935 – Äktenskapsleken
- 1940 – Med dej i mina armar
- 1942 – Farliga vägar
- 1943 – I dag gifter sig min man

## Teater

### Roller
| År   | Roll             | Produktion                                       | Regi                                       | Teater                   |
| ---- | ---------------- | ------------------------------------------------ | ------------------------------------------ | ------------------------ |
| 1926 | Johanna          | Sankta Johanna George Bernard Shaw               | Gösta Cederlund                            | Helsingborgs stadsteater |
| 1926 | Chloris Soucy    | Spelet om kärleken och döden Romain Rolland      | Albert Nycop                               | Helsingborgs stadsteater |
| 1926 | Eva              | Hans Majestät får vänta Oscar Rydqvist           | Gösta Cederlund                            | Helsingborgs stadsteater |
| 1927 | Mabel            | Vi och de våra John Galsworthy                   | Gösta Cederlund                            | Helsingborgs stadsteater |
| 1927 | Karin Månsdotter | Gustav Vasa August Strindberg                    | Gösta Cederlund                            | Helsingborgs stadsteater |
| 1940 | Thérèse Deniau   | Eldprovet Henry Kistemaeker                      | Martha Lundholm                            | Vasateatern              |
| 1949 | Edith Wilkins    | Kära Ruth Norman Krasna                          | Gösta Cederlund                            | Vasateatern              |
| 1961 | Mrs Rubin        | Mamma San Leonard Spigelgass                     | Gustaf Molander                            | Vasateatern              |
| 1961 | Mrs Higgins      | My Fair Lady Frederick Loewe och Alan Jay Lerner | Lauritz Falk Carl-Gustaf Kruuse af Verchou | Lorensbergs Cirkus       |

## Radioteater
| År   | Roll                  | Produktion                  | Regi          |
| ---- | --------------------- | --------------------------- | ------------- |
| 1948 | Madame de Valfontaine | Vi skiljas Victorien Sardou | Rune Carlsten |